# 1971年アメリカグランプリ
1971年アメリカグランプリ (1971 United States Grand Prix) は、1971年のF1世界選手権第11戦（最終戦）として、1971年10月3日にワトキンズ・グレン・グランプリレースコースで開催された。
レースは59周で行われ、ティレルのフランソワ・セベールが5番手スタートから優勝した。BRMのジョー・シフェールが2位、マーチのロニー・ピーターソンが3位となった。

## 概要
1971年シーズンはジャッキー・スチュワートが支配し、3戦を残して2度目のドライバーズチャンピオンを獲得したが、最終戦はスチュワートのチームメイトであるフランソワ・セベールが優勝した。セベールは14周目にスチュワートからリードを奪って初勝利を挙げた。セベールにとってははこれが唯一の優勝で、1958年モナコグランプリのモーリス・トランティニアン以来となるフランス人ドライバーによる勝利であった。

## 背景
前年まで最終戦として開催されていたメキシコGPがペドロ・ロドリゲスの死去により中止されたため、本レースが最終戦となった。コンストラクターズランキングの2位争いは、レース開始前の時点でフェラーリが32点、BRMとマーチが30点となっている。
ワトキンス・グレンは本年からコースレイアウトが変更され、再舗装された。南西側に「ブート(The Boot)」または「アンビル(Anvil)」と呼ばれる新しいセクションが追加され、「ビッグベンド(Big Bend)」とそれに至るまでのターンをなくして新しいピットストレートに置き換えられ、スタート/フィニッシュラインはこの新しいストレートに移り、「The 90」は最終ターンから最初のターンに変更された。これらの改修によりコースの全長は5.435 km (3.377 mi)に延長された。

## エントリー
既にドライバーズとコンストラクターズの両タイトルが決まっていたにもかかわらず、多くの参加者を集めた。いくつかのワークスチームとかなりの数の独立系チーム勢が、F1で最も高額な賞金総額267,000ドルの分配を得るために存在しているように見えた。残念ながら、アメリカで最も人気のある2人のドライバーであるマリオ・アンドレッティと前戦カナダGPで3位表彰台を獲得したマーク・ダナヒューは、本来前週に行われる予定だったトレントン・スピードウェイで行われるUSACチャンピオンシップの「トレントン300」が降雨により1週間順延され、本レースの決勝と重なってしまった。このため、ペンスキー・レーシングはダナヒューとデヴィッド・ホッブスがマクラーレン・M19Aをシェアすることになり、アンドレッティとダナヒューは日曜日にニュージャージー州で雨が降って決勝に参加できるチャンスを願っていた。
フェラーリは開発責任者のマウロ・フォルギエリが312B2のリアサスペンションの間隔を広げる改良を施したが、ジャッキー・イクスは312Bでの出走を強く希望した。結局、3台の312B2に加えて312Bも1台エントリーした。ティレルは地元出身のピーター・レブソンに001を用意して3台体制とした。レブソンは1964年以来7年ぶりの参戦となる。サーティースは顎の感染症でドクターストップがかかったロルフ・シュトメレンに代わってマイク・ヘイルウッドを起用し、オランダGP以来の参戦となるジィズ・ヴァン・レネップと地元出身のサム・ポージーが車両をシェアする形でスポット参戦する。この3人はTS9を走らせるが、オーナー兼ドライバーのジョン・サーティースのみ翌年用にスポーツカーノーズとサイドラジエーターが装備されたTS9Bを走らせる。BRMはジョン・キャノン (レーシングドライバー)がP153でスポット参戦して、レギュラーの4人（ジョー・シフェール、ピーター・ゲシン、ハウデン・ガンレイ、ヘルムート・マルコ）はP160を走らせ、ガンレイ以外のマシンには新型のMk2エンジンが搭載される。マーチはアンドレア・デ・アダミッチが復帰し、アルファロメオエンジン搭載の711も戻ってきた。ベテランのヨアキム・ボニエは自身のチーム（エキュリー・ボニエ）からマクラーレン・M7Cを走らせる。ボニエはこれが最後のF1参戦となる。

### エントリーリスト
| チーム                                             | No. | ドライバー                              | コンストラクター | シャシー | エンジン                         | タイヤ |
| -------------------------------------------------- | --- | --------------------------------------- | ---------------- | -------- | -------------------------------- | ------ |
| ゴールドリーフ・チーム・ロータス                   | 2   | エマーソン・フィッティパルディ          | ロータス         | 72D      | フォード・コスワース DFV 3.0L V8 | F      |
| ゴールドリーフ・チーム・ロータス                   | 3   | レイネ・ウィセル                        | ロータス         | 72D      | フォード・コスワース DFV 3.0L V8 | F      |
| スクーデリア・フェラーリ SpA SEFAC                 | 32  | ジャッキー・イクス                      | フェラーリ       | 312B 1   | フェラーリ 001 3.0L F12          | F      |
| スクーデリア・フェラーリ SpA SEFAC                 | 4   | ジャッキー・イクス                      | フェラーリ       | 312B2    | フェラーリ 001/1 3.0L F12        | F      |
| スクーデリア・フェラーリ SpA SEFAC                 | 5   | クレイ・レガツォーニ                    | フェラーリ       | 312B2    | フェラーリ 001/1 3.0L F12        | F      |
| スクーデリア・フェラーリ SpA SEFAC                 | 6   | マリオ・アンドレッティ                  | フェラーリ       | 312B2    | フェラーリ 001/1 3.0L F12        | F      |
| ブルース・マクラーレン・モーターレーシング         | 7   | デニス・ハルム                          | マクラーレン     | M19A     | フォード・コスワース DFV 3.0L V8 | G      |
| エルフ・チーム・ティレル                           | 8   | ジャッキー・スチュワート                | ティレル         | 003      | フォード・コスワース DFV 3.0L V8 | G      |
| エルフ・チーム・ティレル                           | 9   | フランソワ・セベール                    | ティレル         | 002      | フォード・コスワース DFV 3.0L V8 | G      |
| エルフ・チーム・ティレル                           | 10  | ピーター・レブソン                      | ティレル         | 001      | フォード・コスワース DFV 3.0L V8 | G      |
| エキップ・マトラ・スポール                         | 11  | クリス・エイモン                        | マトラ           | MS120B   | マトラ MS71 3.0L V12             | G      |
| エキップ・マトラ・スポール                         | 12  | ジャン＝ピエール・ベルトワーズ          | マトラ           | MS120B   | マトラ MS71 3.0L V12             | G      |
| ヤードレー・チーム・BRM                            | 14  | ジョー・シフェール                      | BRM              | P160     | BRM P142 3.0L V12                | F      |
| ヤードレー・チーム・BRM                            | 15  | ピーター・ゲシン                        | BRM              | P160     | BRM P142 3.0L V12                | F      |
| ヤードレー・チーム・BRM                            | 16  | ハウデン・ガンレイ                      | BRM              | P160     | BRM P142 3.0L V12                | F      |
| ヤードレー・チーム・BRM                            | 17  | ヘルムート・マルコ                      | BRM              | P160     | BRM P142 3.0L V12                | F      |
| ヤードレー・チーム・BRM                            | 28  | ジョン・キャノン                        | BRM              | P153     | BRM P142 3.0L V12                | F      |
| ブルックボンド・オクソ・チーム・サーティース       | 18  | ジョン・サーティース                    | サーティース     | TS9B     | フォード・コスワース DFV 3.0L V8 | F      |
| チーム・サーティース                               | 19  | サム・ポジー ジィズ・ヴァン・レネップ 2 | サーティース     | TS9      | フォード・コスワース DFV 3.0L V8 | F      |
| チーム・サーティース                               | 20  | マイク・ヘイルウッド                    | サーティース     | TS9      | フォード・コスワース DFV 3.0L V8 | F      |
| フランク・ウィリアムズ・レーシングカーズ           | 21  | アンリ・ペスカロロ                      | マーチ           | 711      | フォード・コスワース DFV 3.0L V8 | F      |
| モーターレーシング・ディベロップメンツ・リミテッド | 22  | グラハム・ヒル                          | ブラバム         | BT34     | フォード・コスワース DFV 3.0L V8 | G      |
| モーターレーシング・ディベロップメンツ・リミテッド | 23  | ティム・シェンケン                      | ブラバム         | BT33     | フォード・コスワース DFV 3.0L V8 | G      |
| エキュリー・エバーグリーン                         | 24  | クリス・クラフト                        | ブラバム         | BT33     | フォード・コスワース DFV 3.0L V8 | G      |
| STP・マーチ・レーシングチーム                      | 25  | ロニー・ピーターソン                    | マーチ           | 711      | フォード・コスワース DFV 3.0L V8 | F      |
| STP・マーチ・レーシングチーム                      | 26  | ナンニ・ギャリ                          | マーチ           | 711      | フォード・コスワース DFV 3.0L V8 | F      |
| STP・マーチ・レーシングチーム                      | 27  | アンドレア・デ・アダミッチ              | マーチ           | 711      | アルファロメオ T33 3.0L V8       | F      |
| エキュリー・ボニエ                                 | 29  | ヨアキム・ボニエ                        | マクラーレン     | M7C      | フォード・コスワース DFV 3.0L V8 | G      |
| ピート・ラブリー・フォルクスワーゲン・インク       | 30  | ピート・ラブリー                        | ロータス         | 69       | フォード・コスワース DFV 3.0L V8 | F      |
| ペンスキー＝ホワイト・レーシング                   | 31  | デビッド・ホッブズ マーク・ダナヒュー 3 | マクラーレン     | M19A     | フォード・コスワース DFV 3.0L V8 | G      |
| ジーン・メイソン・レーシング                       | 33  | スキップ・バーバー                      | マーチ           | 711      | フォード・コスワース DFV 3.0L V8 | F      |
| ソース:                                            |     |                                         |                  |          |                                  |        |

追記
- ^1 - イクスは312B2(No.4)と312B(No.32)の2台でエントリーしたが、312Bを使用した[5]
- ^2 - No.19はポジーとヴァン・レネップの2人をエントリーさせ、ポジーが決勝に出走した[5]
- ^3 - No.31はダナヒューがUSACチャンピオンシップに出場するためホッブズを予備登録し、ホッブズが決勝に出走した[5][6]

## 予選
金曜は晴れて105 °F (41 °C)と暑く、ジャッキー・スチュワートが1分42秒844で暫定ポールポジションとなった。土曜は気温がさらに110 °F (43 °C)まで上がり、グッドイヤーとファイアストンの予選用タイヤが数周で限界に達する中、エマーソン・フィッティパルディが前日のスチュワートのタイムを上回ったが、スチュワートはフィッティパルディを0.017秒上回ってポールポジションを獲得した。スチュワートとフィッティパルディに続いたのはデニス・ハルムで、この3人がフロントロー、クレイ・レガツォーニとフランソワ・セベールが2列目に並ぶ。ジャッキー・イクス（フェラーリ）は312B2のエンジンが壊れたため、スペアカーの312Bに乗り換えて8番手となった。マリオ・アンドレッティは6番手、マーク・ダナヒューは19番手となったが、翌日に開催されるUSACチャンピオンシップの「トレントン300」に出場するため、降雨により順延されない限り決勝に参加することはできない。このため、主催者は2人が決勝に参加できた場合（デヴィッド・ホッブスとスキップ・バーバーが除外される）とできない場合の2通りのグリッドを作成した。1964年以来のF1参戦でティレルの3台目を走らせるピーター・レブソンは21番手となった。

### 予選結果
| 順位    | No. | ドライバー                     | コンストラクター      | タイム   | 差     | グリッド |
| ------- | --- | ------------------------------ | --------------------- | -------- | ------ | -------- |
| 1       | 8   | ジャッキー・スチュワート       | ティレル-フォード     | 1:42.642 | -      | 1        |
| 2       | 2   | エマーソン・フィッティパルディ | ロータス-フォード     | 1:42.659 | +0.017 | 2        |
| 3       | 7   | デニス・ハルム                 | マクラーレン-フォード | 1:42.925 | +0.283 | 3        |
| 4       | 5   | クレイ・レガツォーニ           | フェラーリ            | 1:43.002 | +0.360 | 4        |
| 5       | 9   | フランソワ・セベール           | ティレル-フォード     | 1:43.152 | +0.510 | 5        |
| 6       | 6   | マリオ・アンドレッティ         | フェラーリ            | 1:43.195 | +0.553 | DNS 1    |
| 7       | 14  | ジョー・シフェール             | BRM                   | 1:43.468 | +0.826 | 6        |
| 8       | 32  | ジャッキー・イクス             | フェラーリ            | 1:43.843 | +1.201 | 7        |
| 9       | 11  | クリス・エイモン               | マトラ                | 1:43.970 | +1.328 | 8        |
| 10      | 3   | レイネ・ウィセル               | ロータス-フォード     | 1:44.024 | +1.382 | 9        |
| 11      | 12  | ジャン＝ピエール・ベルトワーズ | マトラ                | 1:44.067 | +1.425 | 10       |
| 12      | 25  | ロニー・ピーターソン           | マーチ-フォード       | 1:44.193 | +1.551 | 11       |
| 13      | 16  | ハウデン・ガンレイ             | BRM                   | 1:44.430 | +1.788 | 12       |
| 14      | 18  | ジョン・サーティース           | サーティース-フォード | 1:44.908 | +2.266 | 13       |
| 15      | 20  | マイク・ヘイルウッド           | サーティース-フォード | 1:45.094 | +2.452 | 14       |
| 16      | 23  | ティム・シェンケン             | ブラバム-フォード     | 1:45.110 | +2.468 | 15       |
| 17      | 17  | ヘルムート・マルコ             | BRM                   | 1:45.204 | +2.562 | 16       |
| 18      | 19  | サム・ポジー 2                 | サーティース-フォード | 1:45.267 | +2.625 | 17       |
| 19      | 31  | マーク・ダナヒュー             | マクラーレン-フォード | 1:45.378 | +2.736 | DNS 1    |
| 20      | 22  | グラハム・ヒル                 | ブラバム-フォード     | 1:45.448 | +2.806 | 18       |
| 21      | 10  | ピーター・レブソン             | ティレル-フォード     | 1:45.515 | +2.873 | 19       |
| 22      | 21  | アンリ・ペスカロロ             | マーチ-フォード       | 1:45.568 | +2.926 | 20       |
| 23      | 15  | ピーター・ゲシン               | BRM                   | 1:45.729 | +3.087 | 21       |
| 24      | 31  | デビッド・ホッブズ 3           | マクラーレン-フォード | 1:46.270 | +3.628 | 22       |
| 25      | 26  | ナンニ・ギャリ                 | マーチ-フォード       | 1:46.608 | +3.966 | 23       |
| 26      | 28  | ジョン・キャノン               | BRM                   | 1:47.471 | +4.829 | 24       |
| 27      | 33  | スキップ・バーバー             | マーチ-フォード       | 1:47.673 | +5.031 | 25       |
| 28      | 27  | アンドレア・デ・アダミッチ     | マーチ-アルファロメオ | 1:47.952 | +5.310 | 26       |
| 29      | 19  | ジィズ・ヴァン・レネップ       | サーティース-フォード | 1:48.698 | +6.056 | DNS 2    |
| 30      | 24  | クリス・クラフト               | ブラバム-フォード     | 1:48.698 | +6.056 | 27       |
| 31      | 29  | ヨアキム・ボニエ               | マクラーレン-フォード | 1:49.391 | +6.749 | 28       |
| 32      | 30  | ピート・ラブリー               | ロータス-フォード     | 1:52.140 | +9.498 | 29       |
| ソース: |     |                                |                       |          |        |          |

追記
- ^1 - アンドレッティとダナヒューはUSACチャンピオンシップに出場するため、決勝は出場できない[5][6]
- ^2 - No.19はポジーとヴァン・レネップが走行したが、ポジーが決勝に出場した[14]
- ^3 - ホッブズはダナヒューのマシンで走行した。ダナヒューが決勝に出場できなくなったためホッブズが代走[5][6]

## 決勝
日曜日はニューヨーク州北部とトレントンの両方ともドライコンディションだったため、USACチャンピオンシップの「トレントン300」は開催されるという知らせを受け、アメリカ最高のロードレーサーであるマリオ・アンドレッティとマーク・ダナヒューを見る機会を奪われた観客と主催者を落胆させた。
スタートでデニス・ハルムがフランソワ・セベールとジャッキー・スチュワートに先行して首位に立ったが、1周目が終わるまでにスチュワートがハルム、セベール、クレイ・レガツォーニ、ジョー・シフェール、ジャッキー・イクス、クリス・エイモン、エマーソン・フィッティパルディをリードした。
当初、スチュワートは後続のグループとの差を広げていったが、10周目を過ぎたあたりからタイヤが消耗し始め、その差は縮まっていった。スチュワートは、セベールのグッドイヤータイヤが暑い中で持ちこたえていることに気付き、14周目にセベールが彼のすぐ後ろに迫ってきたのを見計らって、セベールを先行させた。ハルムはタイヤの振動に悩まされ、イクス、レガツォーニ、シフェールに抜かれてしまった。15周目には、サーティースからF1デビューを果たした地元出身のサム・ポージーのピストンが吹っ飛びリタイアした。17周目にイクスがスチュワートをかわした時点で、セバートのリードは5.7秒となっていた。
レースが中盤に差し掛かったところで、セバートもスチュワートを悩ませたアンダーステアに苦しみ始めた。イクスはその差を縮め、レースが進むにつれてファイヤストンタイヤの調子も良くなってきた。43周目にはファステストラップを記録し、その差は2.2秒まで縮まった。そして49周目、イクスのオルタネーターが脱落してギアボックスに穴が開き、オイルがコース上にこぼれ落ちた。ハルムはオイルに乗ってスピンしてしまい、バリアに衝突した衝撃でフロントサスペンションを曲げてしまった。セベールはハルムのマシンを避けようとしたがスピンしてしまったが、幸いにもタイヤがバリアに平行に当たったために無傷でコースに戻り、リードは29秒となった。
2位に浮上したシフェールは、ロニー・ピーターソンに33秒差を付けていた。しかし、残り4周となったところでシフェールの燃料が不足しかけた。シフェールはマシンを左右に揺らして残った全ての燃料を使い切ろうとしていたため、ピーターソンはその差を大きく縮めることができた。セベールはホームストレートを惰性で走り、両手をステアリングから離して手を振りながらフィニッシュラインを超えた。シフェールはピーターソンに4秒差で2位をキープした。
セベールはF1初勝利を挙げ、1958年モナコGPのモーリス・トランティニアン以来13年ぶり2人目のフランス人F1ウィナーとなった。まだ凡戦も少なくなかったが、天性のポテンシャルを感じさせるには充分な勝利であり、スチュワートとピーターソンに続くドライバーズランキング3位を手にした。スチュワートは愛弟子セベールを温かく祝福した。セベールは「僕は50,000ドルの勝利でかなりいい気分になった。序盤はスチュワートについていったし、先行してフラッグを受けた。ジャッキー・スチュワートはとても賢明なドライバーで、とても良い先生だ。彼は僕を先に行かせてくれた。」とスチュワートに賛辞を送った。拡張されたワトキンス・グレンでの最初のレースだったが、同サーキットでF1初勝利を挙げたドライバーは3年連続であった。
BRMはシフェールの2位によってフェラーリを逆転し、1965年以来のコンストラクターズランキング2位を獲得した。開幕前はチャンピオンの最有力候補だったフェラーリは312B2とファイアストンタイヤとの相性の悪さや工場ストライキもあり次第に低迷していき、終わってみればマーチとポイントで並ぶ3位に落ち込んだ。前年にダブルタイトルを獲得したロータスはこの年1勝もできず、1959年以来のシーズン未勝利という不名誉なシーズンとなった。グッドイヤーとファイアストンによるタイヤ競争は激化し、レースごとに新しいコンパウンドを持ち込むほどだったが、特にこの年グッドイヤーにタイヤを変えたティレルは開幕前からタイヤテストに深く関与し、これがダブルタイトルの最大の要因となった。この年グッドイヤーは7勝（全てティレルによる勝利）、ファイアストンは4勝（フェラーリとBRMが2勝）を挙げた。

### レース結果
| 順位    | No. | ドライバー                     | コンストラクター      | 周回数 | タイム/リタイア原因                 | グリッド | ポイント |
| ------- | --- | ------------------------------ | --------------------- | ------ | ----------------------------------- | -------- | -------- |
| 1       | 9   | フランソワ・セベール           | ティレル-フォード     | 59     | 1:43:51.991                         | 5        | 9        |
| 2       | 14  | ジョー・シフェール             | BRM                   | 59     | +40.062                             | 6        | 6        |
| 3       | 25  | ロニー・ピーターソン           | マーチ-フォード       | 59     | +44.070                             | 11       | 4        |
| 4       | 16  | ハウデン・ガンレイ             | BRM                   | 59     | +56.749                             | 12       | 3        |
| 5       | 8   | ジャッキー・スチュワート       | ティレル-フォード     | 59     | +1:00.003                           | 1        | 2        |
| 6       | 5   | クレイ・レガツォーニ           | フェラーリ            | 59     | +1:16.426                           | 4        | 1        |
| 7       | 22  | グラハム・ヒル                 | ブラバム-フォード     | 58     | +1 Lap                              | 18       |          |
| 8       | 12  | ジャン＝ピエール・ベルトワーズ | マトラ                | 58     | +1 Lap                              | 10       |          |
| 9       | 15  | ピーター・ゲシン               | BRM                   | 58     | +1 Lap                              | 21       |          |
| 10      | 31  | デビッド・ホッブズ             | マクラーレン-フォード | 58     | +1 Lap                              | 22       |          |
| 11      | 27  | アンドレア・デ・アダミッチ     | マーチ-アルファロメオ | 57     | +2 Laps                             | 26       |          |
| 12      | 11  | クリス・エイモン               | マトラ                | 57     | +2 Laps                             | 8        |          |
| 13      | 17  | ヘルムート・マルコ             | BRM                   | 57     | +2 Laps                             | 16       |          |
| 14      | 28  | ジョン・キャノン               | BRM                   | 56     | +3 Laps                             | 24       |          |
| 15      | 20  | マイク・ヘイルウッド           | サーティース-フォード | 54     | アクシデント                        | 14       |          |
| 16      | 29  | ヨアキム・ボニエ               | マクラーレン-フォード | 54     | 燃料切れ                            | 28       |          |
| 17      | 18  | ジョン・サーティース           | サーティース-フォード | 54     | +5 Laps                             | 13       |          |
| NC      | 33  | スキップ・バーバー             | マーチ-フォード       | 52     | 規定周回数不足                      | 25       |          |
| NC      | 2   | エマーソン・フィッティパルディ | ロータス-フォード     | 49     | 規定周回数不足                      | 2        |          |
| NC      | 30  | ピート・ラブリー               | ロータス-フォード     | 49     | 規定周回数不足                      | 29       |          |
| Ret     | 32  | ジャッキー・イクス             | フェラーリ            | 49     | オルタネーター                      | 7        |          |
| Ret     | 7   | デニス・ハルム                 | マクラーレン-フォード | 47     | アクシデント                        | 3        |          |
| Ret     | 23  | ティム・シェンケン             | ブラバム-フォード     | 41     | エンジン                            | 15       |          |
| Ret     | 24  | クリス・クラフト               | ブラバム-フォード     | 30     | サスペンション                      | 27       |          |
| Ret     | 19  | サム・ポジー                   | サーティース-フォード | 15     | ピストン                            | 17       |          |
| Ret     | 21  | アンリ・ペスカロロ             | マーチ-フォード       | 23     | エンジン                            | 20       |          |
| Ret     | 26  | ナンニ・ギャリ                 | マーチ-フォード       | 11     | ホイール                            | 23       |          |
| Ret     | 3   | レイネ・ウィセル               | ロータス-フォード     | 5      | ブレーキ                            | 9        |          |
| Ret     | 10  | ピーター・レブソン             | ティレル-フォード     | 1      | クラッチ                            | 19       |          |
| DNS     | 6   | マリオ・アンドレッティ         | フェラーリ            |        | 他イベントに出場                    |          |          |
| DNS     | 31  | マーク・ダナヒュー             | マクラーレン-フォード |        | 他イベントに出場 ホッブズがドライブ |          |          |
| DNS     | 19  | ジィズ・ヴァン・レネップ       | サーティース-フォード |        | ポジーがドライブ                    |          |          |
| ソース: |     |                                |                       |        |                                     |          |          |

優勝者フランソワ・セベールの平均速度
185.237 km/h (115.101 mph)
ファステストラップ
- ジャッキー・イクス - 1:43.474 (43周目)

ラップリーダー
太字は最多ラップリーダー
- ジャッキー・スチュワート - 13周 (1-13)
- フランソワ・セベール - 46周 (14-59)

達成された主な記録
- ドライバー
  - 初優勝: フランソワ・セベール（かつ唯一の優勝）
  - 初出走: ジョン・キャノン (レーシングドライバー)（英語版）（かつ唯一の出走）[24]、クリス・クラフト（2戦目）[25]、サム・ポージー[26]
  - 最終出走/最終表彰台: ジョー・シフェール
  - 最終出走: ヨアキム・ボニエ、ピート・ラブリー（英語版）[27]
  - 最終完走: ジョン・サーティース[28]
- コンストラクター
  - 100戦目: ブラバム

## レース後
中止されたメキシコGPの代替イベントとして10月24日にブランズ・ハッチで開催された非選手権レースの「ワールドチャンピオンシップ・ヴィクトリーレース」は、ダブルタイトルを獲得したティレルの祝勝イベントを兼ねたレースとなった。ポールポジションを獲得したジョー・シフェールはスタートで出遅れ、猛追中にクラッシュしてしまう。マシンは裏返しになって炎上し、救助隊員の到着が遅れて救助できず、シフェールは排気ガスで窒息死した。この事故により赤旗が出されてレースはそのまま終了し、シフェールのチームメイトであったピーター・ゲシンが優勝した。前年から復調の兆しを見せ、この年2勝を挙げてコンストラクターズランキング2位となったBRMだったが、ペドロ・ロドリゲスに続いてシフェールも失うという悲劇の年となってしまった。ベテランのヨアキム・ボニエは翌年もスポーツカーレースで活動を続けたが、ル・マン24時間レースで事故死してしまい、シフェールとともに本レースが最後のF1参戦となった。

## ランキング
|         | 順位 | ドライバー               | ポイント |
| ------- | ---- | ------------------------ | -------- |
|         | 1    | ジャッキー・スチュワート | 62       |
|         | 2    | ロニー・ピーターソン     | 33       |
| 1       | 3    | フランソワ・セベール     | 26       |
| 1       | 4    | ジャッキー・イクス       | 19       |
| 1       | 5    | ジョー・シフェール       | 19       |
| ソース: |      |                          |          |

|         | 順位 | コンストラクター  | ポイント |
| ------- | ---- | ----------------- | -------- |
|         | 1    | ティレル-フォード | 73       |
| 1       | 2    | BRM               | 36       |
| 1       | 3    | フェラーリ        | 33       |
|         | 4    | マーチ-フォード   | 33 (34)  |
|         | 5    | ロータス-フォード | 21       |
| ソース: |      |                   |          |

- 注:  トップ5のみ表示。前半6戦のうちベスト5戦及び後半5戦のうちベスト4戦がカウントされる。ポイントは有効ポイント、括弧内は総獲得ポイント。